# 高梨怜
高梨 怜（たかなし れん、1998年7月6日 - ）は、日本の俳優。
株式会社SUI所属。

## 来歴
京都府出身。2023年、ミラクル☆ステージ『サンリオ男子』 ～KIRAKIRA KANSAI PARADE #世界クロミ化計画 ～ ミラクルアンダーズで初舞台を踏む。
2024年、荒牧慶彦がプロデューサーの一人を担った舞台、Experimental Theater「結合男子」鍛炭 六花役で本格的にデビューを果たす。

## 人物・エピソード
- 趣味：料理、手芸[3]。
- 特技：作詞・作曲、テニス[1]。

10年以上の付き合いがあるピアニストの親友がおり、彼とカラオケに行った際声を褒められてからずっと仲良しだという。彼の事を敬愛しており「彼がいなかったら違う人生だったかもしれない」と語っている。

## 出演

### 舞台・ステージ
- ミラクル☆ステージ『サンリオ男子』シリーズ
  - ～KIRAKIRA KANSAI PARADE #世界クロミ化計画 ～ ミラクルアンダーズ
    - 2023年3月24日-4月2日　AiiA 2.5 Theater Kobe
    - 2023年4月7日-16日　品川プリンスホテル クラブeX）[1]

  - ～One More Time～　ミラーズ（ミラクルアンダーズ）
    - 2023年11月10日-19日　I'M A SHOW[1]
- ミュージカル『テニスの王子様』4thシーズン[1]
  - 青学vs立海 テニミュボーイズ
    - 2024年1月13日-21日　TACHIKAWA STAGE GARDEN
    - 2024年1月26日-2月3日 オリックス劇場
    - 2024年2月9日-11日　土岐市文化プラザサンホール
    - 2024年2月24日-3月2日　日本青年館ホール

- Experimental Theater「結合男子」鍛炭 六花 役
  - 2024年5月7日-13日　日本青年館ホール
  - 2024年5月17日-19日　COOL JAPAN PARK OSAKA WWホール[5]
- 舞台『川越ボーイズ・シング』-喝采のクワイア-　葉加瀬 友 役
  - 2024年6月22日-30日 シアターH[6]
- 『あんさんぶるスターズ！THE STAGE』-Desperate Checkmate- アンサンブル[7]
  - 2025年5月26日-6月1日 Kanadevia Hall
  - 2025年6月6日-8日 箕面市立文化芸能劇場 大ホール
- 舞台『スタンドマイヒーローズ』 - 山崎カナメ 役[8]
  - 2025年9月3日-14日 シアターサンモール